# Dejan
Dejan (ciril betűkkel: Дејан, magyar alakja "Deján") szláv férfinév, mely a deja szóból származik, jelentése 'tenni valamit, cselekedni'. A latin deus 'isten' szóból is származtatják. Szerbiában, Horvátországban, Boszniában és Szlovéniában igen gyakori név, sőt 2006-ban a hatodik leggyakoribb név volt Macedóniában. Női megfelelője a Dejana. Érdekes lehet, hogy Franciaországban nőket neveznek ezen a néven, és a jelentése 'korán, előtt'. Névnap: július 16.

## Első megjelenése
Már a 14. században is több dokumentumban említik, de valószínűleg sokkal régebbi névről van szó.

## A Dejanból származó nevek
Ebből a névből származik a Dejana, Dejka és a Deka. Az afrikai Deka nevet mindkét nem használja, és 'elégedettséget' jelent. A szláv Dean (ejtsd: Dean, és nem Dín) is a Dejan névből származik.

## Híres Dejanok
- Dejan Karan szerb származású labdarúgó.
- Dejan Lovren világbajnoki ezüstérmes horvát válogatott labdarúgó.
- Dejan Perić szerb kézilabdakapus, 2006-2011 között a magyar MKB Veszprém KC játékosa.
- Dejan Stanković válogatott labdarúgó.
- Dejan Suturović szabadkai fémesztergályos, a csigacsavar feltalálója.